# Forêt domaniale du Jabron
```

```

La forêt domaniale du Jabron est une forêt domaniale, c’est-à-dire appartenant au domaine de l’État français.
Elle se trouve dans la vallée du Jabron, dans les Alpes-de-Haute-Provence. Les premières acquisitions de terrains destinés à la constituer ont lieu en 1896, et se poursuivent jusqu’en 1914. Elle atteint aujourd’hui une superficie de 3981 ha.